# Zone-H
Zone-H（ゾーンエイチ）は、エストニアのセキュリティーニュースサイトである。管理者はSyS64738。保存されている改竄アーカイブにはクリエイティブ・コモンズ BY-NC-ND 2.5に対応している。
2003年に中国語版ウィキペディアが改竄された時のアーカイブも保存されている。

## 歴史
2006年5月31日に全面リニューアルし、Joomla!を利用することになった。ニュース記事にコメントが付けられるようになった。
2006年に他言語化され、ラトビア版(lv.zone-h.org)、ドイツ版(de.zone-h.org)、トルコ版(tr.zone-h.org)、スペイン版(es.zone-h.org)、スロバキア版(sk.zone-h.org)、日本版(zone-h.jp)、ロシア版(ru.zone-h.org)、スリランカ版(si.zone-h.org)が開設された。
2006年8月、セミナーを共同開催していたサイバーディフェンス研究所と日本版のサイトZone-h.jpを開設した。Zone-H.orgのニュース記事が翻訳され公開されていたが、2007年上旬に更新が停止し、2007年中旬の他言語版展開終了に伴い公開終了した。
2009年2月10日にCyber-TerroristおよびHeLL cYbErを名乗るクラッカーにサイトが改竄され、トップページを含む全てのページに改竄のメッセージが表示された。これによりサイトが停止されたが、2月26日よりオンラインとなりロゴおよび一文が表示されている。